# 山都町立蘇陽中学校
山都町立蘇陽中学校（やまとちょうりつ そようちゅうがっこう）は、熊本県上益城郡山都町今にある公立の中学校。

## 概要
歴史
1980年（昭和55年）に、下記の蘇陽町の町立中学校4校が統合の上、開校。現在名になったのは2005年（平成17年）。2025年（令和7年）に創立45年を迎えた。
- 蘇陽町立柏中学校
- 蘇陽町立東竹原中学校
- 蘇陽町立馬見原中学校
- 蘇陽町立菅尾中学校

校訓
「自律・誠実・勤勉」
校章・校歌
通学区域
- 山都町立蘇陽小学校区
- 山都町立蘇陽南小学校区

## 沿革
旧・柏中学校（かしわ）

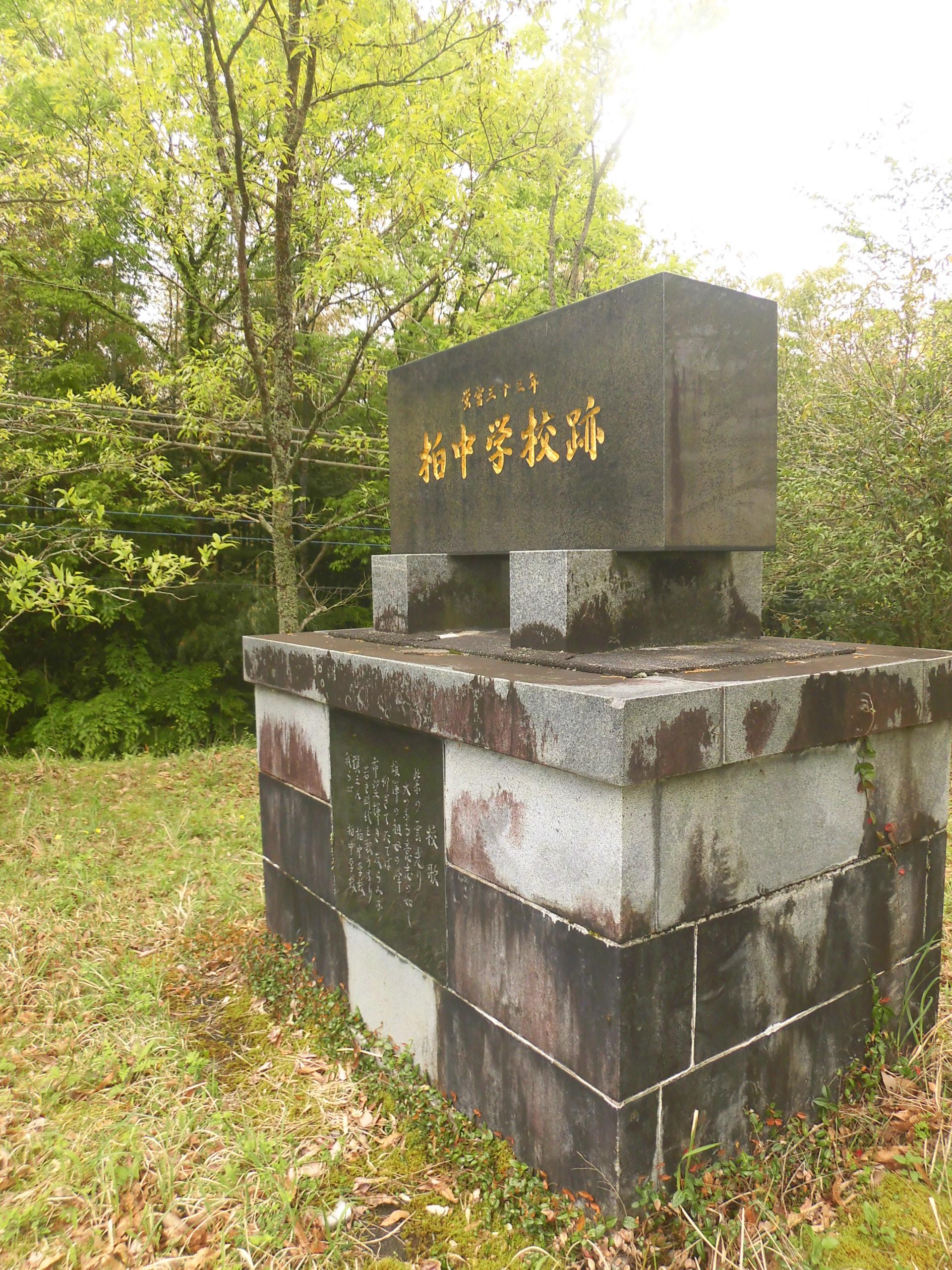
1947年（昭和22年）4月 - 学制改革により、新制中学校「柏村立柏中学校」が発足。東竹原に分校を設置。
- 1951年（昭和26年）8月 - 新校舎が完成。
- 1956年（昭和31年）
  - 5月 - 体育館が完成。
  - 9月30日 - 「蘇陽町立柏中学校」に改称。
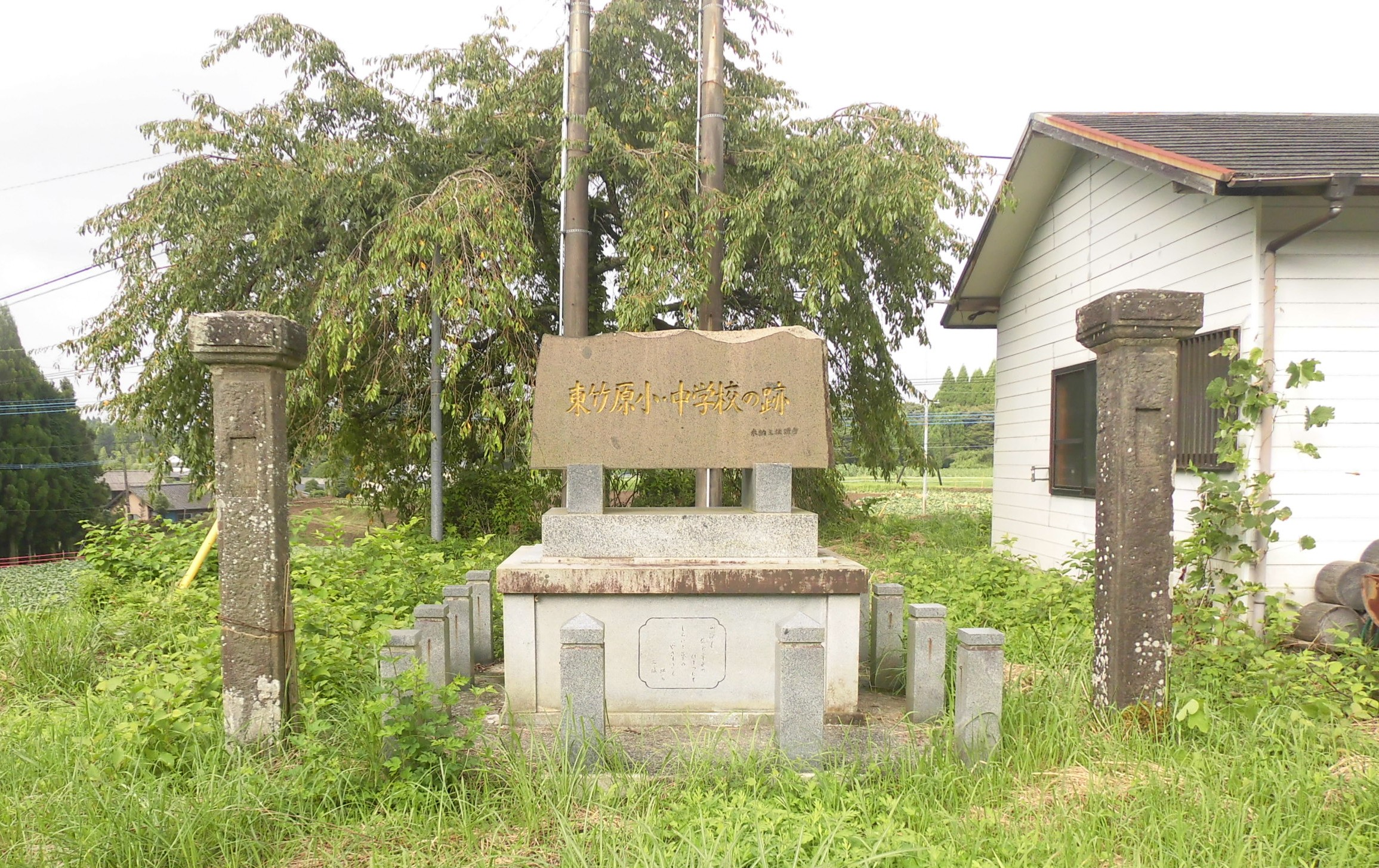
1961年（昭和26年）頃 - 東竹原分校が蘇陽町立東竹原中学校として独立。
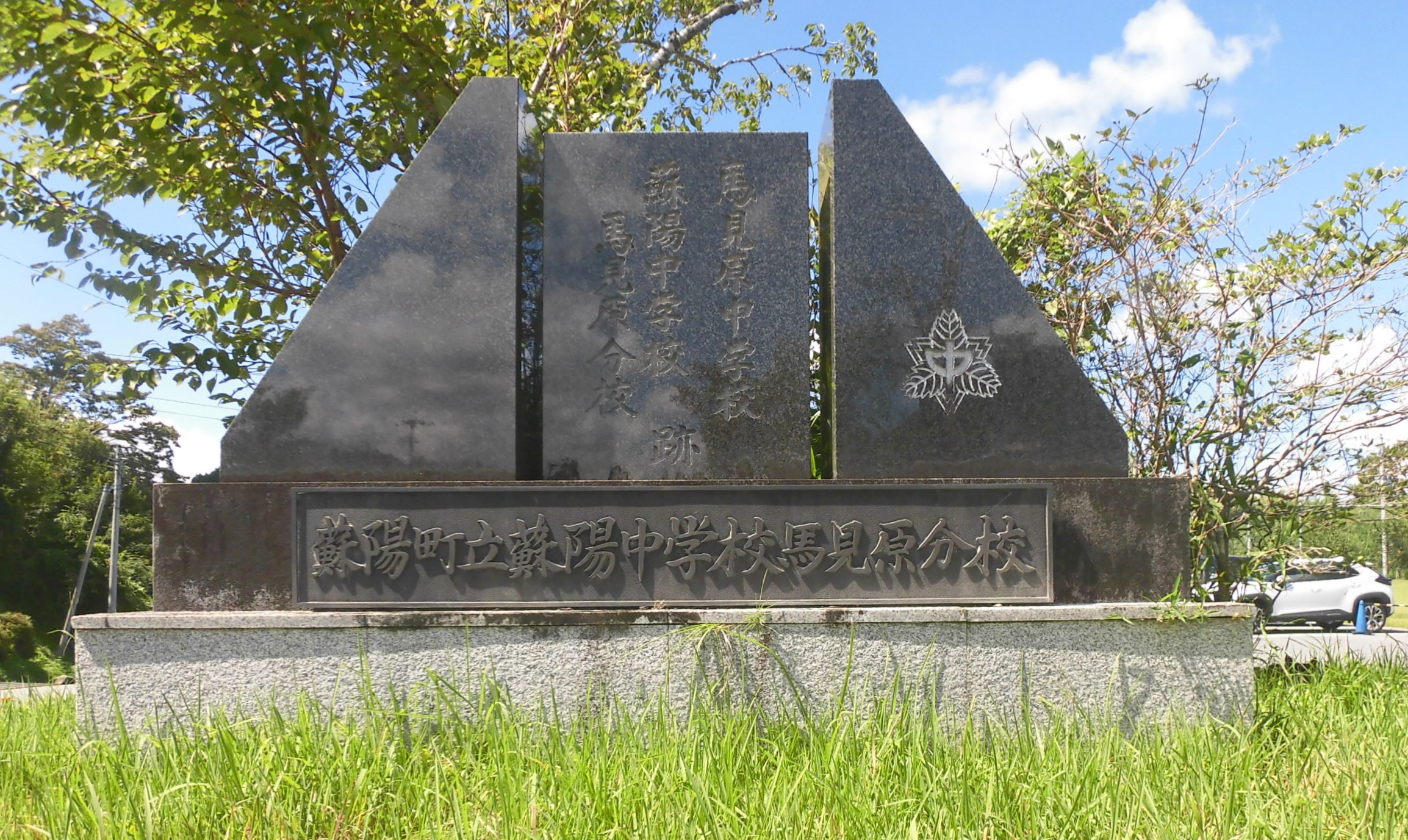
馬見原中学校 ・馬見原分校跡
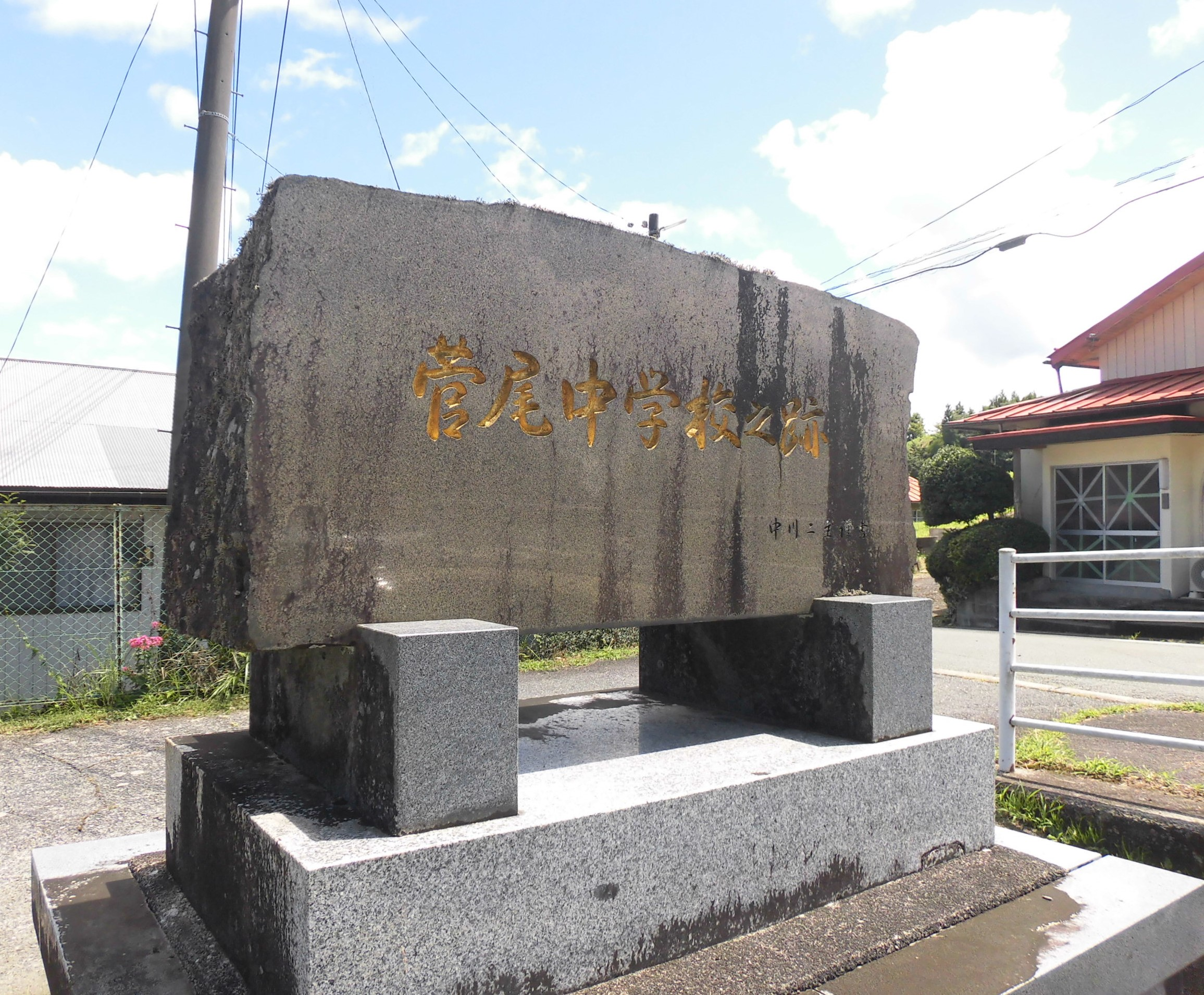
菅尾中学校跡

- 1980年（昭和55年）3月31日 - 統合のため閉校。33年の歴史に幕を下ろす。
  - 跡地は現在、山都町立蘇陽小学校の校地となっている。

旧・東竹原中学校（ひがしたけばる）
- 1947年（昭和22年）4月 - 「柏村立柏中学校 東竹原分校」が柏村立東竹原小学校に併設される。柏村北部地区の生徒を収容。
- 1956年（昭和31年）9月30日 - 「蘇陽町立柏中学校 東竹原分校」に改称。
- 1961年（昭和36年）頃 - 「蘇陽町立東竹原中学校」として独立。
- 1980年（昭和55年）3月31日 - 統合のため閉校。33年（独立19年）の歴史に幕を下ろす。

旧・馬見原中学校（まみはら）
- 1947年（昭和22年）
  - 4月 - 学制改革により、新制中学校「馬見原町立馬見原中学校」が発足。
  - 6月 - 菅尾に分教場を設置。
- 1952年（昭和27年）9月 - 菅尾分教場が馬見原町立菅尾中学校として独立。
- 1956年（昭和31年）9月30日 - 「蘇陽町立馬見原中学校」に改称。
- 1980年（昭和55年）4月1日 - 統合のため「蘇陽町立蘇陽中学校 馬見原分校」となる。
- 2002年（平成14年）3月31日 - 馬見原分校が閉校。52年の歴史に幕を下ろす。跡地にはそよう病院（2012年（平成24年）開設）が建っている。

旧・菅尾中学校（すげお）
- 1947年（昭和22年）6月 - 「馬見原町立馬見原中学校 菅尾分教場」が馬見原町立菅尾小学校に併設される。
- 1954年（昭和29年）9月20日 - 「馬見原町立菅尾中学校」として独立。
- 1956年（昭和31年）9月30日 - 「蘇陽町立菅尾中学校」に改称。
- 1980年（昭和55年）3月31日 - 統合のため閉校。33年（独立16年）の歴史に幕を下ろす。

- 柏中学校跡
- 東竹原中学校跡
- 馬見原中学校
・馬見原分校跡
- 菅尾中学校跡

統合・蘇陽中学校
- 1980年（昭和55年）4月1日 - 蘇陽町内の中学校4校が統合の上、「蘇陽町立蘇陽中学校」となる（阿蘇郡）。馬見原小学校を「馬見原分校」とする。
- 2002年（平成14年）3月31日 - 馬見原分校を廃止。
- 2005年（平成17年）2月11日 - 山都町の発足により、「山都町立蘇陽中学校」（現校名）に改称（上益城郡）。

## 部活動
運動部
- 野球部
- 陸上部
- 剣道部
- バレーボール部
- ソフトテニス部

## 交通
最寄りのバス停留所
- 九州産交バス たかちほ号「蘇陽総合支所前」下車すぐ。
- 山都町コミュニティバス「蘇陽支所前」下車すぐ。

最寄りの幹線道路
- 国道265号

## 周辺
- 山都町役場 蘇陽支所（旧・蘇陽町役場）
- 上益城消防組合消防本部 山都消防署 蘇陽出張所
- 山都交通（有限責任事業組合） 蘇陽車庫
- 道の駅 そよ風パーク